# John Daugman
John Daugman (* 17. Februar 1954 in den USA; † 11. Juni 2024) war ein US-amerikanischer Informatiker und Hochschullehrer.
John Daugman wurde als Sohn einer Schwedin und eines Letten geboren. Er erlangte seinen BA und Ph.D. an der Universität Harvard und lehrte dort auch, bis er 1991 an die Universität Cambridge ging. Dort lehrte und forschte er als Experte für computergestützte Bildverarbeitung am Computer Laboratory.
In der wissenschaftlichen und industriellen Fachwelt wurde John Daugman bekannt insbesondere durch seine Pionierleistungen in der biometrischen Iriserkennung. Alle derzeit (Stand 2007) am Weltmarkt verfügbaren kommerziellen Iriserkennungssysteme beruhen auf dem von ihm entwickelten IrisCode-Algorithmus.